# Martin Dolde
Martin Dolde (* 25. Januar 1942 in Stuttgart) ist ein deutscher Ingenieur und Kirchenpolitiker. Er war von 1999 bis 2001 Präsident des Deutschen Evangelischen Kirchentages.
Martin Doldes beruflicher Werdegang nach der Schulzeit in Stuttgart und Studium in Esslingen ist eng verknüpft mit der Daimler-Benz AG. Zuletzt war er Leiter der Logistik bei DaimlerChrysler Werk Stuttgart-Untertürkheim.
Neben seinen beruflichen Aufgaben ist er Ortschronist von Stuttgart-Wangen. Kirchlich engagiert er sich in der Evangelischen Landeskirche in Württemberg. Er war Mitglied der 10., 11., 12. und 13. Landessynode. In der 13. Synode von 2001 bis 2007 war er im Ältestenrat und im Finanzausschuss.
Er war in der Leitung des Gesprächskreises Offene Kirche. Programmatisch hat er sich wiederholt für eine Vereinigung der badischen und der württembergischen Landeskirche ausgesprochen.
Von 1987 bis 2007 war er Mitglied im Präsidium des Deutschen Evangelischen Kirchentags und von 1999 bis 2001 Präsident des Deutschen Evangelischen Kirchentages.

## Ehrungen
2006 erhielt Dolde die Verdienstmedaille des Landes Baden-Württemberg.
Im März 1992 erhielt Dolde das Verdienstkreuz am Bande des Verdienstordens der Bundesrepublik Deutschland.